# Pasquale Vivolo
Pasquale Vivolo (né le 6 janvier 1928 à Brusciano en Campanie et mort le 18 novembre 2002 à Crémone en Lombardie) est un joueur international de football italien, qui évoluait en tant qu'attaquant.
Formé par l'US Cremonese, Bibi y fait ses débuts professionnels avant d'ensuite jouer à la Juventus (y faisant ses débuts le 16 octobre 1949 lors d'un nul 2-2 contre l'Atalanta), à la Lazio, au Genoa et à Brescia.

## Palmarès
Juventus
- Championnat d'Italie (2) :
  - Champion : 1949-50 et 1951-52.
  - Vice-champion : 1952-53.